# 机关刊物

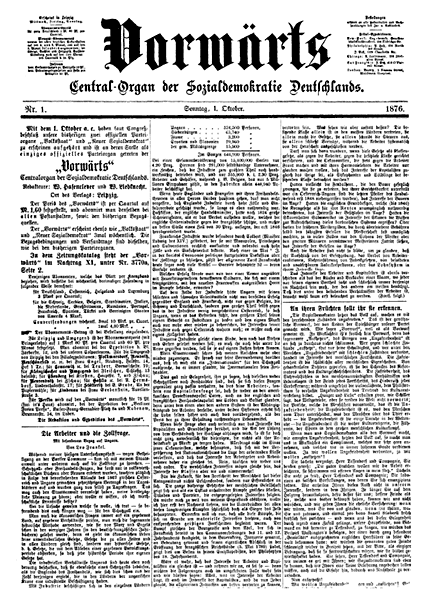
德国社会民主党的机关报《前進報》在1876年10月1日的頭版，现为月刊。

机关刊物是指由某政党、政府机关或社会团体出版的刊物，机关报则指他们出版的报纸。用以发布消息，宣传自己的主张、政策，影响社会舆论。其中由政党出版的机关报又称党报。政治团体出版的机关报通常带有强烈政治色彩，立场鲜明。而学术机构等非政治团体的机关报则往往以消息发布为主。

## 概要
机关报于19世纪出现在欧洲和北美的工业发达地区，当时这些地区的政党政治刚刚兴起，各政党的活动非常活跃，纷纷出版报纸宣传自己的政治主张。在东欧无产阶级政党革命成功后，也依靠机关报的“喉舌”作用來維持政權的合法性，媒体也成为“党的喉舌”直接受控於中央，机关报也成为无产阶级政党專政的重要政治宣传工具。在21世紀裡，自由獨立的大型商业性报纸居于各國主流地位，政党或组织的机关报早已回归内部消息发布的基本用途；但是在社会主义国家里，如中国、朝鲜，完全服務於執政黨指令的机关报仍然扮演着重要的宣傳角色。
对机关报的判定主要是依据其内容、读者的普遍看法或后人的研究。一般在社会主义国家指导性报纸通常会明确自己是某政党或国家机构的机关报，直接受某政党或国家机构的控制。而在非社會主義国家中的机关报並不会有空八股的一貫宣傳模式，通常會要依据内容或其它条件判断。
專制社會體制內的机关报的分类往往依据所属团体的行政区划或组织上的分级，分为中央机关报和地区性或分支机关报。在领导关系上，机关报可以受所属团体的领导机构的领导、监督，或者与团体的领导机构相互独立，各司其职。中国共产党、蘇共(马克思主义政党)的机关报通常以前一种形式为主。

## 中华人民共和国的机关报
在中华人民共和国，中國共產黨是社会舆论的主要制造者，一黨獨大的政治性机关报在无产阶级社会生活中扮演極重要角色。中国共产党的机关报大体上可划分为：

### 各级党报
- 中央级：

| 名称         | 类型 | 出版地 | 说明                                                     |
| ------------ | ---- | ------ | -------------------------------------------------------- |
| 《人民日报》 | 日报 | 北京   | 中国共产党中央委员会机关报                               |
| 《光明日报》 | 日报 | 北京   | 中国共产党中央委员会直属，中国共产党中央委员会宣传部代管 |
| 《经济日报》 | 日报 | 北京   | 国务院主办、中国共产党中央委员会直属党报                 |
| 《解放军报》 | 日报 | 北京   | 中央军事委员会机关报                                     |

- 省级：

| 名称           | 出版地 | 说明                                   |
| -------------- | ------ | -------------------------------------- |
| 《北京日报》   | 北京   | 中国共产党北京市委员会机关报           |
| 《解放日报》   | 上海   | 中国共产党上海市委员会机关报           |
| 《天津日报》   | 天津   | 中国共产党天津市委员会机关报           |
| 《重庆日报》   | 重庆   | 中国共产党重庆市委员会机关报           |
| 《安徽日报》   | 安徽   | 中国共产党安徽省委员会机关报           |
| 《福建日报》   | 福建   | 中国共产党福建省委员会机关报           |
| 《甘肃日报》   | 甘肃   | 中国共产党甘肃省委员会机关报           |
| 《南方日报》   | 广东   | 中国共产党广东省委员会机关报           |
| 《广西日报》   | 广西   | 中国共产党广西壮族自治区委员会机关报   |
| 《贵州日报》   | 贵州   | 中国共产党贵州省委员会机关报           |
| 《海南日报》   | 海南   | 中国共产党海南省委员会机关报           |
| 《河北日报》   | 河北   | 中国共产党河北省委员会机关报           |
| 《河南日报》   | 河南   | 中国共产党河南省委员会机关报           |
| 《黑龙江日报》 | 黑龙江 | 中国共产党黑龙江省委员会机关报         |
| 《湖北日报》   | 湖北   | 中国共产党湖北省委员会机关报           |
| 《湖南日报》   | 湖南   | 中国共产党湖南省委员会机关报           |
| 《吉林日报》   | 吉林   | 中国共产党吉林省委员会机关报           |
| 《新华日报》   | 江苏   | 中国共产党江苏省委员会机关报           |
| 《江西日报》   | 江西   | 中国共产党江西省委员会机关报           |
| 《辽宁日报》   | 辽宁   | 中国共产党辽宁省委员会机关报           |
| 《内蒙古日报》 | 内蒙古 | 中国共产党内蒙古自治区委员会机关报     |
| 《宁夏日报》   | 宁夏   | 中国共产党宁夏回族自治区委员会机关报   |
| 《青海日报》   | 青海   | 中国共产党青海省委员会机关报           |
| 《大众日报》   | 山东   | 中国共产党山东省委员会机关报           |
| 《山西日报》   | 山西   | 中国共产党山西省委员会机关报           |
| 《陕西日报》   | 陕西   | 中国共产党陕西省委员会机关报           |
| 《四川日报》   | 四川   | 中国共产党四川省委员会机关报           |
| 《西藏日报》   | 西藏   | 中国共产党西藏自治区委员会机关报       |
| 《新疆日报》   | 新疆   | 中国共产党新疆维吾尔自治区委员会机关报 |
| 《云南日报》   | 云南   | 中国共产党云南省委员会机关报           |
| 《浙江日报》   | 浙江   | 中国共产党浙江省委员会机关报           |

### 中央部、委、署、局机关报
（不完全）
| 名称               | 出版地 | 说明                               |
| ------------------ | ------ | ---------------------------------- |
| 《人民铁道报》     | 北京   | 中国国家铁路集团（原铁道部）机关报 |
| 《人民邮电报》     | 北京   | 工信部机关报                       |
| 《人民公安报》     | 北京   | 公安部机关报                       |
| 《农民日报》       | 北京   | 农业农村部机关报                   |
| 《中国水利报》     | 北京   | 水利部机关报                       |
| 《中国社会报》     | 北京   | 民政部机关报                       |
| 《中国新闻出版报》 | 北京   | 国家新闻出版广电总局机关报         |

### 人大、政协、民主党派机关报
- 人大：《中国人大》（机关刊物）
- 政协： 《人民政协报》
- 民主党派：

| 名称             | 类型   | 出版地 | 说明                             |
| ---------------- | ------ | ------ | -------------------------------- |
| 《团结报》       | 不详   | 不详   | 中国国民党革命委员会机关报       |
| 《团结》         | 不详   | 不详   | 中国国民党革命委员会内部机关刊物 |
| 《群言》         | 月刊   | 不详   | 中国民主同盟机关刊物             |
| 《中央盟训》     | 不详   | 不详   | 中国民主同盟内部机关刊物         |
| 《经济界》       | 不详   | 不详   | 中国民主建国会机关刊物           |
| 《民迅》         | 不详   | 不详   | 中国民主建国会内部机关刊物       |
| 《民主》         | 月刊   | 不详   | 中国民主促进会机关刊物           |
| 《前进论坛》     | 不详   | 不详   | 中国农工民主党机关刊物           |
| 《中国致公》     | 不详   | 不详   | 中国致公党内部机关刊物           |
| 《民主与科学》   | 不详   | 不详   | 九三学社机关刊物                 |
| 《九三中央社讯》 | 不详   | 不详   | 九三学社内部机关刊物             |
| 《台盟》         | 双月刊 | 不详   | 台湾民主自治同盟内部机关刊物     |

## 朝鲜民主主义人民共和国的机关报
- 朝鲜劳动党：《劳动新闻》
- 最高人民会议常任委员会和朝鲜民主主义人民共和国内阁：《民主朝鲜》
- 朝鲜人民军：《朝鲜人民军》
- 社会主义爱国青年同盟：《青年前卫》

## 越南社会主义共和国的机关报
《人民报》（越南语：Báo Nhân Dân）是越南共产党的中央机关报，被称为“党、国家和人民的喉舌”。1951年3月11日，《人民报》在反抗法国殖民主义的战争中创刊，继承了胡志明创刊的《青年报》的传统。
《人民报》日发行量18万份，周末11万份；《人民月刊》发行量13万份。《人民报》总部设在河内，在国外设有3个分支机构；在河内、胡志明市等7个印刷点印刷，向全国和国外发行。第一份电子版的《人民报》于1998年6月21日创立。

## 苏联的机关报
1918年3月3日，《真理报》报社随苏维埃政府一同迁至莫斯科。从那时起，《真理报》就正式成为了苏共官方出版物，或称“中央机关报”，负责向外部传达领袖的精神，宣布政策及其变化等等，直到1991年被解散。直到1989年之前，全苏联的所有国营单位、军队单位和其他组织都被要求必须订阅《真理报》。
其他一些国家机构也发行自己的机关报，譬如：《消息报》是苏联最高苏维埃的机关报，主要阐述对外关系；《劳动报》是苏联总工会的机关报；《共青团真理报》是共产主义青年团中央的机关报；《少先队真理报》（Пионерская Правда，英文:Pionerskaya Pravda）是少年先锋队组织的机关报。
1924年列宁死后，《真理报》曾一度成为斯大林的政治对手布哈林的权力基地。在《真理报》任主编期间的表现大大加强了布哈林作为资深马克思主义理论家的地位。
类似的情况在1953年斯大林死后也出现过。斯大林之死造成苏共中央的权力真空，而赫鲁晓夫却得以利用他与时任《真理报》主编的谢皮洛夫之间的联盟关系成功排挤了总理马林科夫，在权力斗争中最终占据上风。

## 中华民国的机关报
中央日報為中華民國國民政府在大陸時期之代表性的官方媒體。 1949年，中央政府撤退到臺北市；此後，《中央日報》接續在臺灣發行五十餘年，為中國國民黨黨營文化事業成員。在報禁開放前，《中央日報》銷量很高。於1960年代至1980年代間，《中央日報》與《中國時報》和《聯合報》並稱為「三大報」。第一次政黨輪替（民國89年，西元2000年）以前，《中央日報》與《青年戰士報》（後改名《青年日報》，目前為中華民國國防部所有之中文報紙）同為宣導官方立場的主要媒體。
香港《大公報》與馬來西亞《光華日報》是少數歷史比《中央日報》長的中文報紙。

## 日本的机关报
日报
- 日本政府：《官报》[來源請求]
- 日本共产党：《赤旗报》
- 公明党：《公明新闻》
- 创价学会：《圣教新闻》

周报月报
- 自由民主党：《自由民主》
- 旅日朝鲜人总联合会：《朝鲜新报》

### 日治時期臺灣總督府機關報
- 臺灣日日新報
- 閩報[2]、全閩新日報[3][4][5]